# The Coca-Cola Company
The Coca-Cola Company és una corporació multinacional amb seu a Atlanta (Geòrgia) dedicada a l'elaboració d'aliments i begudes. El seu principal producte és la Coca-cola, un dels refrescs més consumits del món.
És una de les majors corporacions dels Estats Units i una de les companyies que cotitza, amb el codi NYSE KO, com a part del Dow Jones. La companyia és propietària de nombroses marques comercials. Probablement les més conegudes a part de Coca-cola i les seves variants siguin Sprite, Fanta, Tab i Minute Maid.

## Les begudes de The Coca-Cola Company
Les begudes de la llista no estan disponibles en tot el món, algunes són mundials (es venen mundialment), mentre que d'altres només estan disponibles en alguns països: Ades, Alive, Andina Frut, Aquactive, Aybal-Kin, A&W, Aquarius, Cherry Coke, Coca-Cola Black, Coca-Cola with Lime, Coca-Cola C2, Coca-Cola with Raspberry, Chaudfontaine, Coca-Cola, Coca-Cola Citra, Coca-Cola Zero, Coca-Cola Black Cherry Vainilla, Coca-Cola with Lemon, Dasani, Powerade, Fanta, Quatro, Sprite, Inca Kola, Kola Inglesa, etc.

## Crítiques
El 2013 Coca-Cola Amatil va oposar-se a la Llei de Dipòsit d'Envasos del Territori del Nord australià, pel retorn d'envasos, cosa que va provocar que s'engegués una campanya d'abast nacional contra la companyia per enganxar cartells de Out Of Order [Fora de servei] a totes les màquines expenedores de les principals ciutats del país.
El 2017 la seua campanya que del camió del Nadal de Coca-Cola va ser cridada a la prohibició pel cap de la Public Health England, suposant que s'afegisca a que els consumidors es preocupen pels hàbits saludables que les autoritats sanitàries estiguen també preocupades.

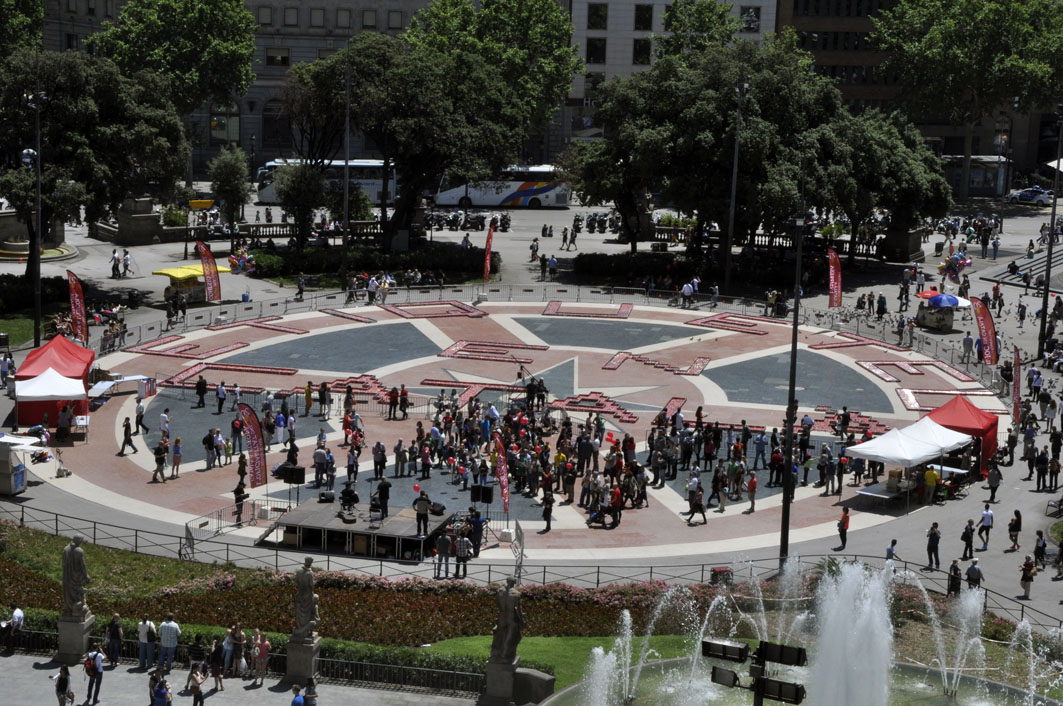
40.000 llaunes de Coca-cola, recollides el 31 de maig de 2014, tot fent un mosaic amb les lletres "Etiqueteu en català"

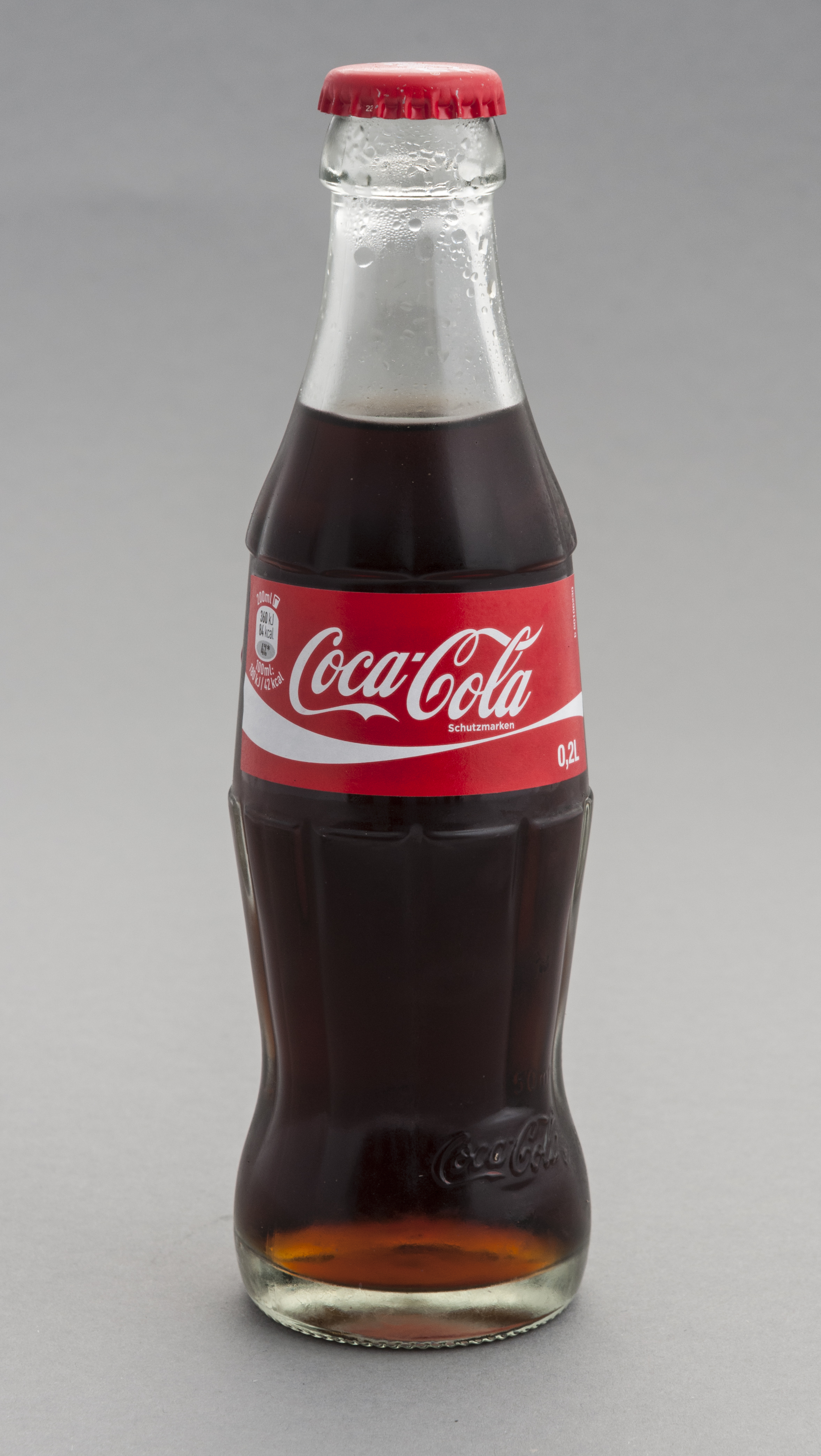
Coca Cola

En l'àmbit català l'empresa ha suscitat molta polèmica per la seva negativa a etiquetar en llengua catalana tot i fer-ho en la totalitat de la resta de llengües europees de dimensions similars. Per tal de reivindicar els drets dels consumidors, el 12 de desembre del 1993 la Plataforma per la Llengua va aconseguir fer un rècord Guiness en reunir més de 15.000 llaunes buides de Coca-Cola a la plaça de Catalunya de Barcelona amb les quals va construir un rètol gegant on es podia llegir la frase "Etiquetem en català". En aquella ocasió, l'organització va prendre el lema: "La Coca-Cola etiqueta en 135 idiomes d'arreu del món, i per què no en català?" per tal d'evidenciar el tracte excepcional que la multinacional de begudes feia envers el català respecte a la resta de llengües de la Unió Europea i dels països de tradició democràtica. El 2010, després de l'aprovació al Parlament de Catalunya del Codi de Consum de Catalunya, amb el dret reconegut dels consumidor de rebre l'etiquetatge en català, la companyia encara no etiquetava en català. El dia 31 de maig de 2014, la Plataforma per la Llengua, tot recordant l'acte del 12 de desembre de 1993, va recollir més de 40.000 llaunes de Coca-Cola, per fer un mosaic amb les lletres "Etiqueteu en català!" al bell mig de la plaça de Catalunya de Barcelona, per exigir que la companyia acomplís la normativa i etiquetés en català després de més de 20 anys de demandes. Així mateix va fer un informe sobre la política lingüística de la companyia en referència al català.